# Ion Dumitrescu (politician)
Ion Dumitrescu (n. 3 ianuarie 1942) este un fost deputat român în legislatura 1992-1996, ales în județul Ialomița pe listele partidului PDSR.